# 渋谷総司
渋谷 総司（しぶや そうじ、弘化3年（1846年） - 慶応4年3月3日（1868年3月26日））は日本の江戸時代末期の志士。本名、渋谷謹三郎。変名を大谷総司とも。赤報隊隊士。

## 生涯
渋谷は弘化3年（1846年）に下総国小金佐津間村（現・千葉県鎌ケ谷市）の名主の次男として生まれる。22歳の時に薩摩藩の西郷隆盛らの策謀により、江戸の薩摩藩邸を拠点として関東擾乱策が始まった。倒幕派の渋谷はこれに加わって幹部となり、ほかの浪士と共に江戸で放火、略奪、暴力などを繰り返して、幕府を挑発する行動をとった。そのような行動を幕府は戒めようと何度も取り締まりを行い、乱闘や拘束を繰り返した。
大政奉還が成立した後の慶応3年（1867年）12月、幕府は諸藩の兵を指揮し、薩摩藩邸の焼き討ちを決行。篠崎彦十郎を始め162名の浪士や藩士、小姓などが死亡または降伏したが、相楽総三や水原二郎らは無事に藩邸を脱出し、品川沖の薩摩藩の翔凰丸で紀州へ逃亡した。しかし、相楽と共に乗り込もうとした渋谷や金輪五郎など48名ほどが乗り損ねてしまった。乗り損ねた者は羽田に上陸して四散し、多くが捕らえられたが、渋谷や金輪などは巧みに潜伏しながら東海道を上り、のちに相楽に合流した。
戊辰戦争が始まると、渋谷や相楽の同志は官軍先鋒嚮導隊赤報隊と称し、年貢半減などを訴えて活動を続けた。しかし、その活動は新政府の反発を買い、偽官軍の烙印を押されてしまう。渋谷のいる一番隊は信濃国へ進み、中山道と甲州街道の分岐点である下諏訪宿を新たな拠点とした。しかし、新政府は赤報隊に逮捕命令を出し、下諏訪宿で相楽や渋谷らその他隊士を拘束。3月3日、相楽や渋谷を含む幹部8名を斬罪に処した。享年22。
処刑から60年後（1928年）、相楽の孫・木村亀太郎や、渋谷の大甥・渋谷貴重らの活動により、相楽に正五位、渋谷に従五位が贈られた。